# Mildred Pierce (film)
Mildred Pierce is een Amerikaanse film noir uit 1945 onder regie van Michael Curtiz. Het scenario is gebaseerd op de gelijknamige roman uit 1941 van de Amerikaanse auteur James M. Cain.

## Verhaal
Mildred Pierce is een liefdevolle moeder, die opklimt tot een gerenommeerde zakenvrouw. Haar hebzuchtige dochter Veda is een verwend nest, die uit is op haar geld en zo haar leven bijna ruïneert.

## Rolverdeling
| Acteur         | Personage           |
| -------------- | ------------------- |
| Joan Crawford  | Mildred Pierce      |
| Jack Carson    | Wally Fay           |
| Zachary Scott  | Monte Beragon       |
| Eve Arden      | Ida Corwin          |
| Ann Blyth      | Veda Pierce         |
| Bruce Bennett  | Bert Pierce         |
| Lee Patrick    | Maggie Biederhof    |
| Moroni Olsen   | Inspecteur Peterson |
| Veda Ann Borg  | Miriam Ellis        |
| Jo Ann Marlowe | Kay Pierce          |